# Compte à rebours mortel
Pour plus de détails, voir Fiche technique et Distribution.
Compte à rebours mortel (D-Tox) est un film américain réalisé par Jim Gillespie, sorti en 2002.

## Synopsis
Jake Malloy est un agent du FBI. Alors qu'il s'apprêtait à épouser Mary, sa compagne, celle-ci a trouvé la mort. Depuis, il sombre dans l'alcool jusqu'à commettre l'irréparable. Avec l'aide de son collègue Hendricks, Jake décide d'aller dans un centre de désintoxication appelé "D-Tox". Alors qu'un effroyable blizzard se lève de jour en jour, un patient meurt suivi d'un autre. Jake comprend que le tueur de flics qui a tué sa fiancée se cache parmi eux.

## Fiche technique
- Titre : Compte à rebours mortel
- Titre original : D-Tox
- Réalisation : Jim Gillespie
- Scénario : Ron L. Brinkerhoff, d'après le livre Jitter Joint, de Howard Swindle, publié en 1999
- Production : Karen Kehela, Ric Kidney (de), Kevin King et Maureen Peyrot
- Sociétés de production : Capella International, KC Medien AG et Universal Pictures
- Budget : 55 millions de dollars (41,73 millions d'euros)
- Musique : John Powell
- Photographie : Dean Semler
- Montage : Timothy Alverson et Steve Mirkovich (en)
- Décors : Gary Wissner
- Costumes : Catherine Adair
- Pays d'origine : États-Unis, Allemagne
- Format : Couleurs - 2,35:1 - DTS / Dolby Digital / SDDS - 35 mm
- Genre : thriller
- Durée : 96 minutes
- Dates de sortie : 4 janvier 2002 (Danemark, Finlande, Grèce), 16 janvier 2002 (Belgique, France), 20 septembre 2002 (États-Unis)
- Film interdit aux moins de 12 ans lors de sa sortie en France.

## Distribution
- Sylvester Stallone (VF : Alain Dorval) : Jake Malloy
- Tom Berenger (VF : Jacques Frantz) : Hank
- Charles S. Dutton (VF : Saïd Amadis) : Chuck Hendricks
- Sean Patrick Flanery : Conner
- Christopher Fulford (VF : Daniel Lafourcade) : Frank Slater
- Stephen Lang (VF : Yves Beneyton) : Jack Bennett
- Dina Meyer (VF : Emmanuelle Bondeville) : Mary
- Robert Patrick (VF : Dominique Collignon-Maurin) : Peter Noah
- Robert Prosky (VF : Jean Lescot) : McKenzie
- Courtney B. Vance (VF : Antoine Tomé) : Willie Jones
- Polly Walker (VF : Catherine Le Hénan) : Jenny Munroe
- Jeffrey Wright (VF : Lucien Jean-Baptiste) : Jaworski
- Kris Kristofferson (VF : Pierre Hatet) : Dr. John "Doc" Mitchell
- Angela Alvarado (VF : Yumi Fujimori) : Lopez
- Alan C. Peterson : Gilbert
- Mif : Brandon
- Hrothgar Mathews : Manny
- Rance Howard (VF : Jean-Claude Sachot) : Geezer

## Bande originale
- One More Night, interprété par Gibb Droll
- Love Is, interprété par Kit Hain
- Freezer Burn, composé par William Ross
- Rage Man Blues, interprété par Gilby Clarke

### Box office
- Mondial : 6 416 302 $
- États-Unis : 79 161 $
- France : 286 418 $ - (52 819 entrées)
- International : 6 337 141 $

Ce film fut un sévère échec au box-office avec un Sylvester Stallone en crise depuis get carter et Driven

## Autour du film
- Sylvester Stallone et Robert Patrick ont précédemment joué dans Copland.
- Ron Howard devait initialement réaliser le film, mais préféra réaliser Le Grinch.
- Bruce Willis, Mel Gibson, John Travolta et Nicolas Cage devaient initialement incarner Jake Malloy avant que Sylvester Stallone ne soit choisi.